# 내주축성비
내주축성비(萊州築城碑)는 부산광역시 동래구 복천동 동래사적공원에 있는, 조선시대의 비석이다. 1972년 6월 26일 부산광역시의 기념물 제16호로 지정되었다.

## 개요
이 비문은 1731년(영조 7)에 동래부사 정언섭(鄭彦燮)이 임진왜란으로 폐허가 된 동래성을 대대적으로 수축한 사실을 기념하기 위하여 건립하였다.
비명에 의하면, 읍성은 둘레가 936cm, 높이가 3.9m였다. 1731년에 성터를 측량하고, 경상도 65개 군에서 52,000명의 인원을 동원하여 연인원 417,050명, 쌀 4,585석, 베 1,552필, 전(錢) 13,454냥으로 4월에 성벽을 축조하였다. 이어 5월에 성문, 7월에 문루를 완공하였다고 한다. 이때 완성된 성은 둘레 약 3.8km, 높이 5.1m이었다.
비문의 앞면에는 축성에 관한 사실을 20행으로 기록하고, 뒷면에는 축성에 종사한 임원의 명단을 새겨놓았다. 비의 높이는 270cm, 넓이 107cm의 큰 비이다. 비두(碑頭)는 한 쌍의 이수(螭首)가 여의주를 물고 있으며, 비대(碑臺)에는 연꽃무늬가 조각되어 있는데, 소박하다. 비문은 황산도 찰방 김광악(金光岳)이 짓고, 송광제(宋光濟)가 썼으며, 전자(篆字)는 현풍현감 유우기(兪宇基)의 글씨이다.
이 비석은 동래성 연구의 정확한 자료가 되며, 조선 후기 축성사(築城史) 연구에 귀중한 자료이다. 본래 이 비는 동래성 남문 밖에 세운 것인데, 일제시대에 금강공원 내 독진대아문 뒤쪽으로 옮겨온 것이다.

## 같이 보기
- 동래성

## 참고 문헌
- 내주축성비 - 국가유산청 국가유산포털